# Scène nationale 61
Scène nationale 61 est une structure française de spectacle pluridisciplinaire, implantée dans le département de l'Orne en région Normandie.
Son projet artistique et culturel s'appuie depuis 2004 sur le Théâtre d'Alençon, le Forum de Flers et le Carré du Perche à Mortagne-au-Perche.

## Historique

### Le théâtre d'Alençon
La construction du premier théâtre d'Alençon, validée par le conseil municipal le 20 mars 1803, tarde à débuter malgré plusieurs projets de l'architecte alençonnais Jean-Baptiste Delarue (1744-1838) à partir de 1808. En décembre 1812, il propose d'investir l'ancien couvent des filles de Sainte-Claire. Il dessine un théâtre à la façade de style néoclassique avec double niveaux d'arcades, et une salle dotée de galeries à colonnades.  Acceptés sous réserve de modifications par le Conseil des bâtiments civils le 19 mars 1813, les plans sont rejetés par la municipalité.
En 1828, la salle de spectacle est finalement construite grâce au financement personnel de l'ancien maire Jacques Mercier. Le neveu du premier architecte, Pierre Félix Delarue (1795-1873), est chargé des travaux à l'emplacement et une façade identique au projet de 1812.
Il est racheté par la Ville le 16 novembre 1846.
Le 9 juillet 1951, il est rasé au profit du percement de la rue De-Lattre-de-Tassigny.

### Le label Scène nationale
Le label Scène nationale est délivrée à sa création en 1992, au projet artistique et culturel du théâtre d'Alençon, inauguré en 1978. L'année suivante, le projet associe le Forum de Flers ainsi que le Carré du Perche de Mortagne en 2004.

### Directions
Scène nationale 61 est dirigée par Régine Montoya depuis 2007, succédant à Jean-Claude Collot, fondateur du théâtre d'Alençon.